# سمر سلام (1999)
سمر سلام 1999 هو عرض مصارعة محترفة من فئة الدفع مقابل المشاهدة وهو العرض الثاني عشر من سلسلة عروض سمر سلام. تم عرضه في 22 أغسطس 1999.

## وصلات خارجية
- Official 1999 SummerSlam site